# Cornus volkensii
Cornus volkensii ist eine Pflanzenart aus der Gattung der Hartriegel (Cornus) innerhalb der Familie der Hartriegelgewächse (Cornaceae). Ihr Verbreitungsgebiet befindet sich im tropischen Ostafrika. Dort wird er „Mnyandege“ oder „Msese“ genannt.

## Beschreibung
Cornus volkensii wächst als immergrüner Baum, der Wuchshöhen von 18 Meter bis 25 Metern erreicht. Die grau-schwarze Rinde ist an jungen Zweigen etwas behaart und bei älteren Zweige kahl wird.
Die gegenständig am Zweig angeordneten Laubblätter sind in Blattstiel und Blattspreite gegliedert. Der Blattstiel misst etwa 2 Zentimeter. Das ganzrandige und einfache Blattspreite ist bei einer Länge von 5 bis 18 Zentimetern sowie einer Breite 3 bis 6 Zentimetern oval oder schmal-oval bis lanzettlich, an der Basis keilförmig. Auch die Blätter sind im Austrieb behaart.
Cornus volkensii ist die einzige zweihäusig getrenntgeschlechtige (diözische) Cornus-Art. Die gelblichen, behaarten, vierzähligen Blüten stehen dicht zu mehreren in endständigen Köpfchen zusammen. Charakteristisch für Kornelkirschen werden die Blütenstände von vier hinfälligen Hochblättern eingefasst. Die männlichen Blüten stehen in zymösen Blütenständen, fast doldig, die weiblichen Blütenstände sind echte Dolden. In den männlichen Blüten ist noch ein Rudiment des Gynözeums zu sehen, die weiblichen Blüten besitzen vier Staubblatt-Reste. Der Pollen ist – einzigartig in der Gattung Cornus – auf der Außenseite bestachelt.
Die Steinfrüchte sind bei Reife purpur-schwarz.

## Verbreitung
Cornus volkensii ist im tropischen Ostafrika verbreitet, in den Ländern Burundi, Kenia, Kongo, Malawi, Mosambik, Ruanda, Uganda, Simbabwe und Tansania. Cornus volkensii kommt in der montanen Höhenstufe der „Eastern Arc mountains“, in Höhenlagen von 1200 bis 3000 Metern vor.
Sie wächst dort in immergrünen Wäldern, oft am Rand von Bächen. Sie gehört zur obersten Kronenschicht bzw. zu den Emergenten, die sich über die anderen Baumkronen erheben. Vergesellschaftet ist sie mit Bäumen aus den Gattungen Allophylus und Podocarpus, sowie mit Aphloia theiformis, Cassipourea gummiflua, Chrysophyllum gorungosanum, Ficalhoa laurifolia, Garcinia buchananii, Hagenia abyssinica, Maesa lanceolata und Neoboutonia macrocalyx. Im Unterwuchs wächst der Bambus Sinarundinaria alpina, häufig ist die Liane Schefflera goetzenii.

## Verwendung
Cornus volkensii wird als Holzlieferant verwendet und gelegentlich auch als Schattenspender angepflanzt. Die Blätter werden als Medizin genutzt.

## Systematik
Die Erstbeschreibung von Cornus volkensii erfolgte durch Harms. Das Artepitheton volkensii ehrt Georg Volkens, der von 1892 bis 1894 am Kilimandscharo Pflanzen sammelte.
Innerhalb der Gattung Cornus ist Cornus volkensii mit den Arten der Untergattung Cornus, den Kornelkirschen, verwandt. Die Unterschiede zu den anderen Kornelkirschen wurden schon als so gravierend angesehen, dass Cornus volkensii nicht nur in eine eigene Untergattung, sondern sogar in eine eigene Gattung Afrocrania gestellt wurde. Dieses Konzept, das die Aufteilung der Gattung in zahlreiche sehr kleine Einheiten vorsah, ist wenig verbreitet. Untersuchungen der DNA ergaben, dass Cornus volkensii neben Cornus sessilis eine basale Linie der Kornelkirschen darstellt. Ausgehend von einem evolutiven Zentrum in Europa wanderten deren Vorfahren vor etwa 43 bis 50 Millionen Jahren nach Afrika. Es ergibt sich folgende Darstellung der Verwandtschaftsverhältnisse der Kornelkirschen:
|  | Cornus mas         |
|  |                    |
|  | Cornus officinalis |
|  |                    |

|  | Cornus chinensis |
|  |                  |
|  | Cornus eydeana   |
|  |                  |

|  | Cornus mas         |
|  |                    |
|  | Cornus officinalis |
|  |                    |

|  | Cornus chinensis |
|  |                  |
|  | Cornus eydeana   |
|  |                  |

|  | Cornus mas         |
|  |                    |
|  | Cornus officinalis |
|  |                    |

|  | Cornus chinensis |
|  |                  |
|  | Cornus eydeana   |
|  |                  |

|  | Cornus mas         |
|  |                    |
|  | Cornus officinalis |
|  |                    |

|  | Cornus chinensis |
|  |                  |
|  | Cornus eydeana   |
|  |                  |

|  | Cornus mas         |
|  |                    |
|  | Cornus officinalis |
|  |                    |

|  | Cornus chinensis |
|  |                  |
|  | Cornus eydeana   |
|  |                  |

|  | Cornus mas         |
|  |                    |
|  | Cornus officinalis |
|  |                    |

|  | Cornus chinensis |
|  |                  |
|  | Cornus eydeana   |
|  |                  |

|  | Cornus mas         |
|  |                    |
|  | Cornus officinalis |
|  |                    |

|  | Cornus chinensis |
|  |                  |
|  | Cornus eydeana   |
|  |                  |

|  | Cornus mas         |
|  |                    |
|  | Cornus officinalis |
|  |                    |

|  | Cornus chinensis |
|  |                  |
|  | Cornus eydeana   |
|  |                  |